# Ряса

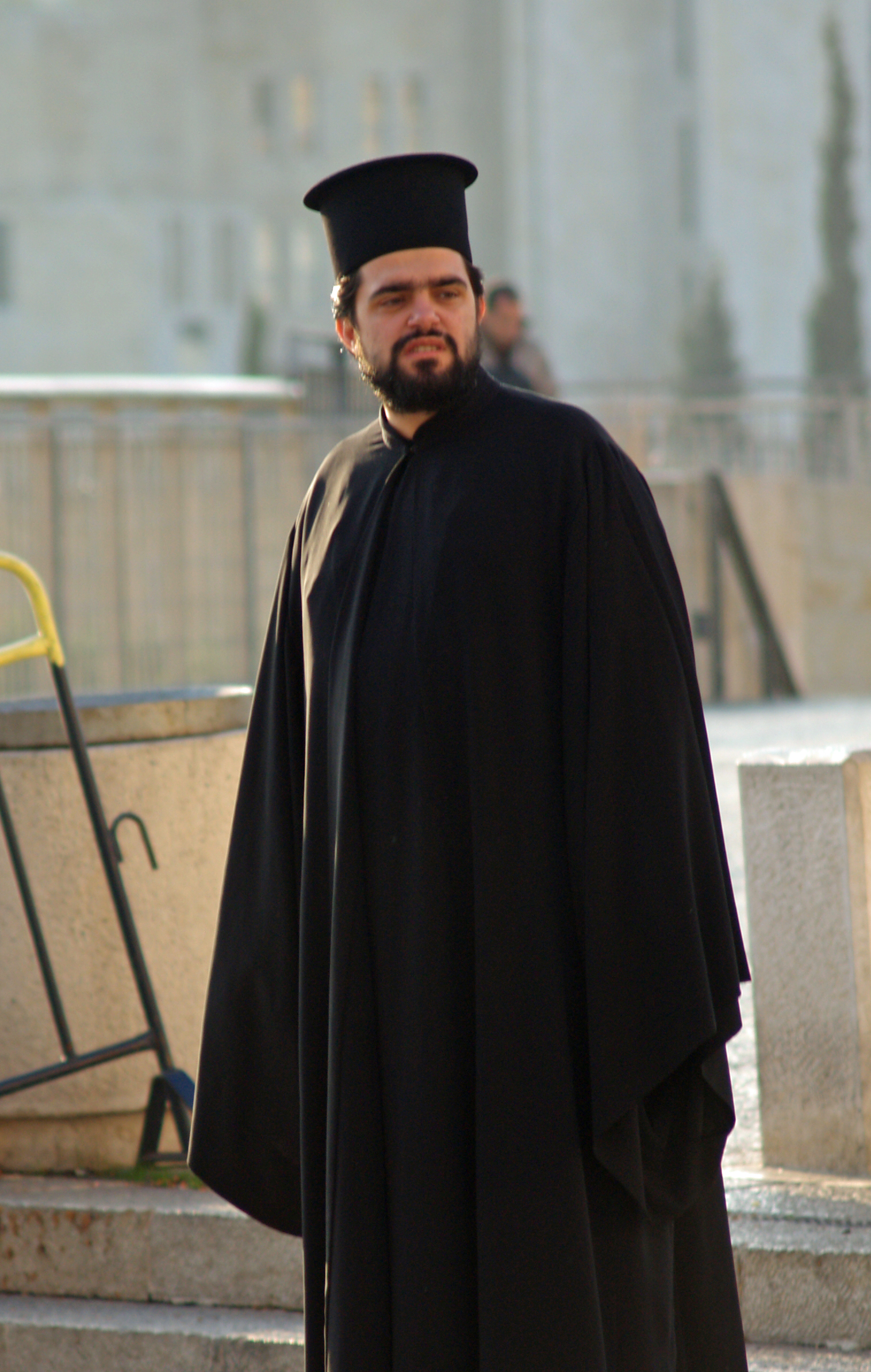
Грецький клірик в рясі і камилавці

Ря́са (від грец. ράσον) — верхній (позабогослужбовий) одяг осіб духовного звання і монахів — довгий до п'ят одяг, просторий, з широкими рукавами, темного кольору.
Слово «ряса» має грецьке походження — від ράσον («витертий, позбавлений ворсу, поношений одяг»). М'яка вимова «р» в українській мові, очевидно, пов'язана з впливом слова «рясний» — «густий», «широкий» (про одяг).
Саме такий, майже жебрацький, одяг носили в Стародавній Церкві ченці. З чернечого середовища ряса увійшла в побут усього духовенства. Вільний довгий одяг з широкими рукавами був поширений на Сході і є традиційним національним одягом багатьох народів і понині. Такий одяг був поширений і в Юдеї на початку нашої ери. Про те, що Христос сам носив схожий одяг, свідчить церковний переказ і стародавні зображення.